# Sophronica lineatopunctata
Sophronica lineatopunctata är en skalbaggsart som beskrevs av Maurice Pic 1944. Sophronica lineatopunctata ingår i släktet Sophronica och familjen långhorningar.
Artens utbredningsområde är Benin. Inga underarter finns listade i Catalogue of Life.